# 针镍矿
针镍是镍硫矿物，其化学式为NiS， 呈淡黄铜色和针状慣態，集合体通常为放射状和毛发状。可以通过晶体惯态、其颜色以及与黄铁矿或磁黄铁矿缺乏相关性，从而和镍黄铁矿区分开来。

## 共生矿物
针镍是一种常见的变质矿物，在蛇纹岩超镁铁矿中代替镍黄铁矿。它是通过从镍黄铁矿或者在其它变质作用或交代作用中的镍硫矿物中除去硫形成。
针镍也是由硫化不良橄榄石通过成核累积而形成的。 针镍被认为是在于微量橄榄石中由硫和镍形成，并且在变质过程中被驱出橄榄石外。岩浆橄榄石通常在晶体结构内具有高达大约4000ppm的镍和2500ppm的硫，作为污染物并且代替具有相似离子半径(Fe2+ 和Mn2+)的其它过渡金属。

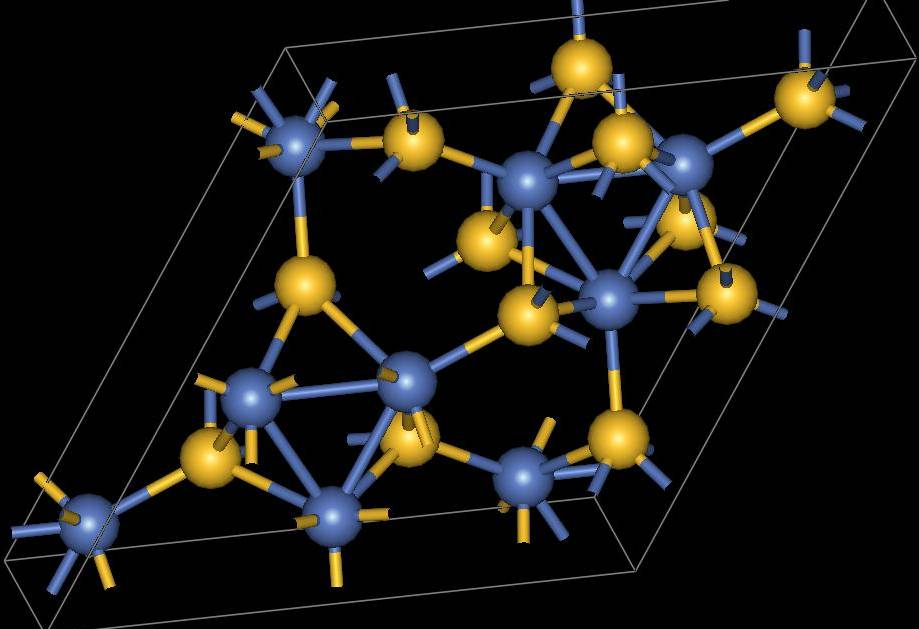
针镍的结构

在变质作用期间，橄榄石晶格内的硫和镍是重组成变质硫矿物，针镍主要是在蛇纹石化和滑石碳酸盐改性时进行重组。当变质橄榄石生成，这种矿物倾向于重新吸收硫以及通过蛇纹石伴随的挥发物的损失来除去硫，往往降低硫的逸度。 
它以针状形式生成，像石榴石晶体分散在整个石头的质量。
针镍可能与赫硫镍有关，它被认为是赫硫镍通过上述方法在变质生产过渡阶段。

## 经济重要性
当发现针镍有足够的浓度，就是非常重要的镍矿，因为它的质量堪比硫化物矿物，它含有比镍黄铁更高的含镍量。 这意味着，每一百分比的针镍，含有比同等百分比的镍黄铁更多的镍。 
针镍是Silver Swan，Wannaway，Cliffs，Honeymoon Well，Yakabindie和Mt Keith(MKD5)矿体的重要矿石成分。 它是一个与新喀里多尼亚镍红土矿床有关的附属矿物。

## 发现

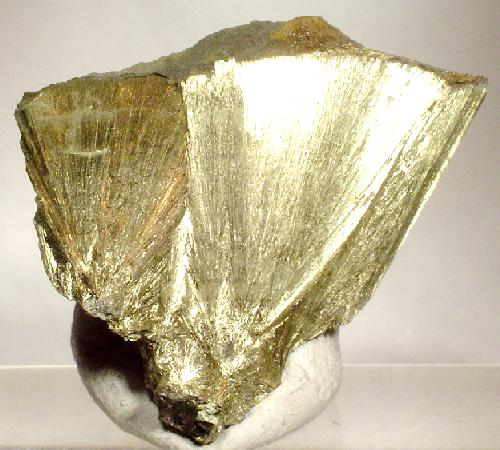
来自西澳大利亚卡尔古利的共生针镍针的光泽块。 (尺寸:3.9 x 3.5 x 2.2厘米)

针镍被发现为一个西澳大利亚州银天鹅镍矿床内镍黄铁的变质替代品，并在西澳大利亚州伊爾幹克拉通的许多超镁铁质蛇纹石上，通常作为变质镍黄铁的一个替代品。针镍有一个已知的来源地在南非，靠近Transvaal Pafuri。矿床从未被商业开采。
它通常被发现为在富含硫化物的石灰岩和白云石的空穴中或晶洞中的散射针状晶体簇。 它还在镍铁陨石，例如CK碳质球粒陨石被发现。
针镍被Wilhelm Haidinger在1845年威尔士的煤矿里发现。它被命名为英国矿物学家William Hallowes Miller。矿物在标本形式上相当罕见，和最常见的矿物来源是在美国林肯县的Halls Gap地区。